# Friedrich Hayek
Friedrich August von Hayek (8 tháng 5 năm 1899 – 23 tháng 3 năm 1992) là một nhà kinh tế học và nhà khoa học chính trị người Anh gốc Áo nổi tiếng.
Hayek được biết đến qua lập luận ủng hộ cho chủ nghĩa tư bản trên thị trường tự do để chống lại các tư tưởng xã hội chủ nghĩa đang phát triển trong thế kỷ 20. Ông và người đối nghịch tư tưởng là Gunnar Myrdal đã nhận giải Nobel Kinh tế trong năm 1974.
2011, bài viết "The Use of Knowledge in Society" của ông được chọn là một trong 20 bài hàng đầu đã được đăng lên trên tờ báo The American Economic Review trong 100 năm đầu tiên của tờ báo này.

## Tiểu sử
Hayek sinh tại Viên trong một gia đình mà cha là bác sĩ và cũng là giáo sư thực vật. Tại Đại học Wien, nơi ông nhận các bằng tiến sĩ trong năm 1921 và 1923, ông đã học luật, tâm lý và kinh tế. Tuy lúc ban đầu có đồng tình với chủ nghĩa xã hội, lối suy nghĩ về kinh tế của ông đã thay đổi trong những năm còn là sinh viên khi ông tiếp cận với những tác phẩm của Ludwig von Mises.
Hayek đã làm phụ tá nghiên cứu cho Giáo sư Jeremiah Jenks tại Đại học New York từ 1923 đến 1924. Sau đó ông là giám đốc của Viện Nghiên cứu Kinh tế Áo trước khi dạy tại Trường Kinh tế Luân Đôn trong năm 1931. Không muốn trở về nước sau khi Áo sáp nhập vào nước Đức Quốc xã, ông trở thành một công dân Anh năm 1938.
Trong đầu thập kỷ 1940, Hayek trở thành một nhà lý luận kinh tế hàng đầu. Sau khi Chiến tranh thế giới thứ hai kết thúc, các học thuyết laissez-faire mà ông đề xướng không được John Maynard Keynes và một số nhà kinh tế học khác thừa nhận, những người chủ trương nhà nước phải can thiệp chủ động vào kinh tế quốc gia. Cuộc tranh cãi giữa 2 trường phái cho đến nay vẫn chưa kết thúc mặc dầu quan điểm của Hayek được chấp nhận nhiều hơn từ cuối thập niên 1970. Sau khi không được một trường kinh tế của một trường đại học nổi tiếng nào nhận làm, ông trở thành giáo sư trong Ủy ban Tư tưởng Xã hội tại Đại học Chicago. Ông làm việc tại đó từ 1950 đến 1962. Từ 1962 cho đến khi ông về hưu trong 1968, ông làm giáo sư tại Đại học Tổng hợp Albert-Ludwig Freiburg. Sau đó ông là một giáo sư danh dự (honorary professor) tại Đại học Tổng hợp Paris-Lodron Salzburg. Ông qua đời năm 1992 tại Freiburg, Đức.
1994 tại Wien-Floridsdorf (quận 21), con đường Hayekgasse được đặt theo tên ông.

## Sự nghiệp

### Chu kỳ kinh doanh
Các tác phẩm của Hayek về tư bản, tiền và chu kỳ kinh doanh được xem là những đóng góp đến môn kinh tế quan trọng nhất của ông. Trước đây Ludwig von Mises đã giải thích lý thuyết về tiền tệ và ngân hàng trong quyển Theorie des Geldes und der Umlaufsmittel (Lý thuyết về tiền và tín dụng) (1912).

### Sự can thiệp của nhà nước vào nền kinh tế
Hayek là một trong những người chỉ trích hàng đầu của chủ nghĩa xã hội trong thế kỷ 20. Trong quyển sách được nhiều người đọc Con đường dẫn tới chế độ nông nô (The Road to Serfdom, 1944) và nhiều tác phẩm sau, Hayek đã tuyên bố rằng chủ nghĩa xã hội có khả năng dẫn đến chế độ toàn trị, vì các kế hoạch trung ương không chỉ hạn chế trong nền kinh tế mà còn ảnh hưởng đến đời sống xã hội. Hayek còn cho rằng trong các nền kinh tế được lập kế hoạch ở trung ương, một cá nhân hay một nhóm cá nhân phải định đoạt sự phân chia nguồn lực, nhưng những nhà kế hoạch không bao giờ có đủ thông tin để phân chia chính xác được.

## Ảnh hưởng
Ông được đánh giá là người có ảnh hưởng sâu sắc lên các thế hệ kế tiếp nhau của các nhà trí thức và chính trị gia, đặc biệt là qua tác phẩm Con đường dẫn tới chế độ nông nô. Cuốn sách đã đem lại cảm hứng đồng thời gây tức giận dữ dội cho rất nhiều trí thức, học giả, chính trị gia trong suốt sáu mươi năm qua. Tuy nhiên, số người bị cuốn sách chọc tức ngày nay đã chẳng còn mấy.

### Con đường dẫn tới chế độ nông nô
Những bài viết của Hayek đặc biệt là tác phẩm Con đường dẫn tới chế độ nông nô là một nguồn trí tuệ quan trọng của sự tan rã của niềm tin vào chủ nghĩa cộng sản. Khi xuất bản cuốn này, ông bị nhiều người xem là "phạm húy" khi gợi ý rằng chủ nghĩa phát xít và chủ nghĩa cộng sản chỉ đơn thuần là hai biến thể của cùng chủ nghĩa chuyên chế mà ở đó tập trung mọi hoạt động kinh tế, biến cá nhân trở thành nô lệ của nhà nước. Ông cũng phủ nhận quan điểm của các học giả Anh cho rằng chủ nghĩa phát xít là một cách thức đối phó kiểu tư bản chống lại chủ nghĩa xã hội.
Trong tác phẩm ông nêu lên sự khác biệt giữa kế hoạch hóa và dân chủ:
"Có một sự khác biệt căn bản giữa kế hoạch hóa chuyên chế và dân chủ. Kế hoạch hóa chuyên chế đặt mọi nguyện vọng và sở thích cá nhân xuống dưới yêu cầu của nhà nước. Để đạt mục đích này nó sử dụng các phương pháp khác nhau cưỡng bức cá nhân, tước đoạt quyền tự do lựa chọn của cá nhân".

### Hayek và Keynes
Có thể nhìn mâu thuẫn giữa Hayek và Keynes như mâu thuẫn giữa hai phương pháp luận khoa học, cái nhìn từ đơn vị cá nhân con người trong xã hội, thông qua mối quan hệ tương tác, và nhìn từ tầng vĩ mô, qua các thuyết lớn - grand theory - và đại diện thượng tầng. Cách nhìn từ tầm vi mô của Hayek đã đóng góp nhiều cho phương pháp nghiên cứu xã hội mà cũng là hệ tư tưởng triết học gọi là Cá nhân luận.

### Phê bình
- Hầu như không quá khi nói rằng, thế kỷ XX là thế kỷ Hayek.

John Cassidy, The New Yorker, 07/02/2000
- Hoàn toàn có thể là kinh tế học của thế kỷ 21 sẽ còn chịu ảnh hưởng của Hayek nhiều hơn kinh tế học của thế kỷ 20.

Bruce Caldwell, Chủ tịch Hội Nghiên cứu Lịch sử Kinh tế học (History of Economics Society), ngày 2 tháng 7 năm 2000.